# La Bosse-de-Bretagne
La Bosse-de-Bretagne è un comune francese di 596 abitanti situato nel dipartimento dell'Ille-et-Vilaine nella regione della Bretagna.

## Società

### Evoluzione demografica
Abitanti censiti